# 垂蘚
垂蘚（学名：Chrysocladium retrorsum）为蔓蘚科垂蘚屬下的一个种。